# Orthopädie
Die Orthopädie (von altgriechisch ὀρϑός ‚aufrecht, gerade, richtig‘ und altgriechisch παιδεία ‚Kindererziehung‘) ist das Teilgebiet der Medizin, das sich mit Fehlbildungen und Erkrankungen des Stütz- und Bewegungsapparates befasst.

## Geschichte

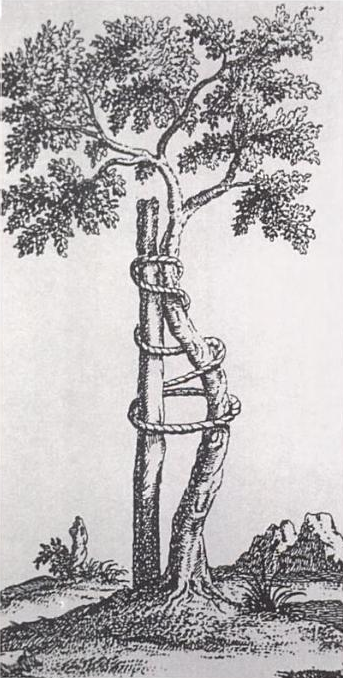
Andrys Bäumchen

Vereinzelt sind Behandlungen von deformierten Gelenken bereits bei den Hippokratikern belegt. Der Begriff Orthopädie (als Prophylaxe und konservative Behandlung körperlicher Deformitäten bei Kindern) wurde jedoch erst im Jahr 1741 mit dem weit verbreiteten Werk Orthopaedia von Nicolas Andry, einem Pariser Kinderarzt, geprägt. Er verglich den „Orthopäden“ mit dem Gärtner, der ein krummes Bäumchen an einen kräftigen Pfahl anschlingt. Seither ist diese Allegorie das Standessignum aller orthopädischen Fachgesellschaften.
Die moderne Orthopädie fand um 1816 ihren Anfang mit Johann Georg Heine in Würzburg und wurde erst in den 1970er Jahren zum heutigen regulären Universitätsfach. Zu den Pionieren der Orthopädie in Frankreich gehört der Anatom und Physiologe Sauveur Henri Victor Bouvier (1799–1877), der unter anderem orthopädische Behandlungen von Findelkindern vornahm und 1840 ein orthopädisches Institut eröffnete.
Um 1852 erlebte die operative Orthopädie unter Louis Stromeyer eine Blütezeit.
Zu den Wegbereitern der modernen Orthopädie gehörte auch Adolf Lorenz, der sich ab etwa 1880 mit der „trockenen Chirurgie“ befasste.
In Deutschland wurde das Fachgebiet Orthopädie 2005 mit dem chirurgischen Teilgebiet/Schwerpunkt Unfallchirurgie zusammengelegt. Die Weiterbildung zum Facharzt für Orthopädie ist in der Weiterbildungsordnung der Bundesärztekammer nicht mehr vorgesehen.
In der Schweiz ist Orthopädische Chirurgie und Traumatologie des Bewegungsapparates ein eigenständiger Facharzttitel, der eine Basisausbildung in Chirurgie voraussetzt. Der Orthopäde führt vorwiegend Operationen am Bewegungsapparat durch, teils gelenkerhaltend, teils in Form von Gelenkersatz. Facharzt zur nichtoperativ internistischen Therapie von Erkrankungen des Bewegungsapparats und entzündlichen Gelenkserkrankungen ist der Rheumatologe.

## Tätigkeitsfelder
Die „klassische“ Orthopädie entwickelte sich aus der (konservativen) Behandlung von Tuberkulosekranken und Kriegsversehrten. Pioniere waren Konrad Biesalski, Gustav Drehmann und Kurt Lindemann. Die operative Orthopädie bzw. „orthopädische Chirurgie“ wurde vor allem von Chirurgen vorangetrieben. „Schnittstellen“ von Orthopädie und Unfallchirurgie sind Handchirurgie, Osteotomien und Endoprothesen. Luxationen, Bänderrisse, Sehnenrisse, Achillessehnenrupturen und Patellarsehnenrupturen sind alltägliche Aufgaben beider Fächer.

### Degenerative Erkrankungen
Degeneration betrifft Gelenke und Weichteile und hat große volkswirtschaftliche Bedeutung. Was „Verschleiß“ eigentlich ist und wen er weshalb befällt, weiß niemand. Deshalb in den meisten Fällen als idiopathisch etikettiert, dürften die Verschleißerkrankungen auch genetisch mitbestimmt sein. Fassbare Gründe sind Trauma und Dysplasie. So sind die Hüftdysplasie, Fehlstellungen der Beine und gelenknahe Knochenbrüche präarthrotische Deformitäten.
Ob man Arthrosen mit Endoprothesen behandelt, sollte vor allem vom Leidensdruck des Patienten abhängen. Bei Gonarthrosen, Omarthrosen und Koxarthrosen hilft die konservative Therapie oft Zeit zu gewinnen – und dem Patienten das vorzeitige Risiko von schwerwiegenden Komplikationen zu ersparen. Korrekturosteotomien sollten immer erwogen werden, vor allem bei der Coxa valga und dem Genu varum.
Meniskusrisse und Impingement-Syndrome (an der Schulter) sind seit langem eine Domäne der Arthroskopie.

### Fehlbildungen
Fehlbildungen bzw. Dysplasien treten sehr häufig auf. Besonders kleinere „Normabweichungen“, wie überzählige Finger (Hexadaktylie) oder kleinere Achsabweichungen machen im Alltag keine Probleme und bedürfen oftmals keiner Therapie. Schwerere Fehlbildungen und Fehlstellungen sind seltener, können aber stark einschränkend und behindern sein, wie fehlende oder unvollständig ausgebildete Extremitäten, oder starke Achsabweichungen. Für viele angeborene Fehlbildungen ist der molekulare Mechanismus nicht bekannt, aber für immer mehr Dysplasien sind die genetischen oder externen Ursachen entschlüsselt, wobei einzeln auftretende „zufällige“ Fehlbildungen von multiplen Fehlbildungen im Rahmen eines Syndroms unterschieden werden. Auch intrauterine oder postnatale Erkrankungen können zu Fehlbildungen führe, wie beim Amniotischen Band-Syndrom mit „abgeschnürten“ teilweise fehlenden Extremitäten.
Der sogenannte Contergan-Skandal wurde zur traurigen Herausforderung der Orthopädie mit tausenden Neugeborenen, denen Extremitäten teilweise oder ganz fehlten. Die Handfehlbildungen gaben operative Impulse. Milden Formen proximaler Femurdefekte (Coxa vara) lässt sich manchmal mit Valgisierungsosteotomien, im Erwachsenenalter mit Endoprothesen beikommen. Die Osteogenesis imperfecta kann langstreckige (Femur-)Stabilisierungen mit homologer Substantia compacta nötig machen. Nicht ganz selten ist die Fibulare Hemimelie, die eine jahrzehntelange Betreuung verlangt.

### Fußchirurgie
Wenn Veranlagung oder schwindende Muskelkräfte die Biomechanik des Fußes beeinträchtigen, entwickeln sich die häufigen Vorfußdeformitäten. So ist die operative Korrektur von Hallux valgus, Hallux rigidus und Hammerzehen zum Spezialgebiet von Chirurgen und Orthopäden geworden. In Frage kommen Osteotomien, Arthroplastiken, Arthrodesen und (am Großzehengrundgelenk) Endoprothesen. Luxierte Kleinzehen können auch bei Rheumatikern in Reih und Glied gebracht werden (Stainsby).

### Infektionen
Infektionen können in den Gelenken als bakterielle Arthritis, im Knochen als Osteomyelitis oder in den Weichteilen z. B. als Abszess auftreten. Neben bakteriellen Infekten sind solche durch Viren oder Pilze in der Orthopädie sehr selten. Die Infekte können auf direktem Weg durch einen Unfall, etwa eine offene Fraktur, auftreten, durch Keimübertragung über die Blutbahn („hämatogen“) oder „iatrogen“ als Komplikation nach chirurgischen Eingriffen oder ärztlichen Maßnahmen, wozu auch Gelenkpunktionen gehören können.

### Kinderorthopädie
Trotz rückläufiger Geburtenziffer und verbesserter Kindervorsorgeuntersuchungen hat die Kinderorthopädie nicht an Bedeutung verloren. Aseptische Knochennekrosen, Morbus Perthes, Patellaluxation, angeborene Pseudarthrosen,
Epiphysenlösung des Femurkopfs, Hüftdysplasie, angeborene Hüftluxation und Klumpfuß sind schwierige Krankheitsbilder. Operationen und Hilfsmittel müssen etappenweise und langfristig geplant werden.
Bei Muskeldystrophien, Zerebralparesen und Lähmungen ist oft die Zusammenarbeit mit Pädiatern, Psychologen und Intensivmedizinern und anderen Fachgruppen notwendig.

### Rehabilitation
Durch die diagnosebezogenen Fallgruppen haben Rehakliniken an wirtschaftlicher Bedeutung gewonnen, denn die pauschalierten Endoprothesenpatienten bleiben aus Gründen der Erlösoptimierung nur noch wenige Tage in der Akutklinik. Die untere Grenzverweildauer wird jedoch in aller Regel erreicht.
Ein außerordentlich komplexes Rehabilitationsgebiet sind die Querschnittlähmungen. In Deutschland ereignen sich jährlich zwischen 1.200 und 1.500 neue Fälle. Maßgebliche Querschnittszentren sind die Berufsgenossenschaftlichen Kliniken Bergmannstrost Halle, das Berufsgenossenschaftliche Unfallkrankenhaus Hamburg, das SRH Klinikum Karlsbad-Langensteinbach und die Berufsgenossenschaftliche Unfallklinik Murnau. Hans Jürgen Gerner, Jürgen Harms und Gerhard Exner sind Schrittmacher der Paraplegiologie.

### Rheumatologie
Die (nichteitrige) Arthritis ist eine Domäne der operativen Orthopädie und orthopädischen Handchirurgie. Der mutilierenden Polyarthritis kann mit Synovialektomien, Arthrodesen, Arthroplastiken und Radiosynoviorthesen begegnet werden; früher oder später werden aber Endoprothesen nötig. Möglich sind sie auch am Metacarpophalangealgelenk (und am Daumensattelgelenk). In allen Fällen muss mit spezialisierten Internisten und Ergotherapeuten einvernehmlich zusammengearbeitet werden. In Deutschland gibt es nur wenige operative Rheumakliniken.

### Sozialmedizin
Erhebliche Bedeutung hat die Orthopädie in der Sozialmedizin. Die meisten Rentenansprüche wegen verminderter Erwerbsfähigkeit werden mit Bandscheibenproblemen und Gelenkverschleiß begründet. Entsprechend wichtig sind orthopädische Gutachten für Sozialgerichte, Versorgungsämter und Rentenversicherungsträger.

### Sportmedizin
Sportmedizin gehört in den Vereinigten Staaten zur Orthopedic Surgery. In Deutschland wird sie eher von Innerer Medizin und Physiologie getragen (Blutkreislauf, Endokrinologie).

### Systemische Skeletterkrankungen
Osteoporose und Osteomalazie fallen in das Gebiet der Osteologie. Die Rachitis spielt (in Deutschland) keine große Rolle mehr. Während einzelne Metastasen manchmal reseziert werden können, ist der generalisierte Befall eine Sache der Palliativmedizin.

### Technische Orthopädie
Kriegsversehrte, Behinderte und Amputierte brauchen Prothesen. Ottobock ist der weltweit größte und bei weitem bedeutendste Konzern für Orthopädietechnik. Orthesen stabilisieren instabile Gelenke. Das Chêneau-Korsett und das Milwaukee-Korsett haben nach wie vor große Bedeutung in der Behandlung von Skoliosen. Bei der Scheuermann-Krankheit lassen sich manche Kyphosen mit Stützkorsetts am Sternum abfangen.
Der Orthopädieschuhtechniker fertigt Einlagen, Schuhzurichtungen und orthopädisches Schuhwerk.
Einen Lehrstuhl für Technische Orthopädie gab es bis zum Februar 2015 nur noch im Universitätsklinikum Münster. Die letzten Lehrstuhlinhaber waren René Baumgartner und Hans-Henning Wetz. Seit dem 1. März 2015 ist das Fach in die Klinik für Allgemeine Orthopädie und Tumororthopädie integriert. Das Universitätsklinikum Heidelberg hat eine Abteilung.

### Tumorchirurgie
Primäre bösartige Knochentumoren sind selten und bei Erwachsenen in der Regel der Resektion zugänglich. Im Kindesalter hingegen gehören insbesondere das Osteosarkom und das Ewing-Sarkom zu den häufigeren Tumorerkrankungen. Bis in die 1960er waren bei der Therapie Amputationen die Regel. Mit Verbesserung der Polychemotherapie und dem dadurch stark verbessertem Überleben der Patienten rückte der Extremitätenerhalt in den Fokus. Hierbei bestehen verschiedene Herausforderungen: Um Tumoren sicher entfernen zu können, werden oft ausgedehnte Gewebsdefekte in Kauf genommen, die gedeckt werden müssen. Eingriffe am kindlichen, d. h. noch wachsenden, Skelett sind per se herausfordernder, unter anderem weil das Skelettwachstum nicht beeinträchtigt werden soll. Zudem sind tumororthopädische Eingriffe notwendigerweise weniger standardisiert als andere Operationen.
Um den Herausforderungen dieses neuen Therapiezweigs zu begegnen, bildeten sich auf internationaler sowie auf europäischer Ebene tumororthopädische Fachgesellschaften. Es wurden biologische und prothetische Rekonstruktionsverfahren entwickelt: Biologische Rekonstruktionen verwenden körpereigenes Gewebe und sind daher für Operationen am noch wachsenden Skelett geeignet, können aber aufgrund der anatomischen Lokalisation nur begrenzt eingesetzt werden (Umkehrplastik, Clavicula pro humero, Hüftgelenkstransposition). Prothetische Rekonstruktionsverfahren hingegen nutzen Fremdmaterial, welches vielseitiger eingesetzt werden kann, aber für Implantationen im noch wachsenden Skelett prinzipiell weniger geeignet ist. Einen bedeutenden deutschen Beitrag stellte dabei die von Winfried Winkelmann und implantcast entwickelte MUTARS-Prothese dar.
Diese Verfahren wurden ergänzt um weitere Entwicklungen, wie den Anbindungsschlauch, mit dem Muskulatur sicherer an Prothesen befestigt werden konnte, oder antibakterielle Beschichtungen, zum Beispiel aus Silber, die das Infektionsrisiko senken. Durch Distraktionsprothesen, deren Verlängerung in den Extremitäten der Patienten nur minimalen operativen Aufwand erfordert, wurde die Behandlung kindlicher Bewegungsapparattumoren weiter verbessert. Die biologischen Rekonstruktionen sind daher heute Ausnahmefällen vorbehalten.
Das individuelle Therapiekonzept wird, wie bei Tumorerkrankungen üblich, in interdisziplinärer Zusammenarbeit von Orthopäden, Pathologen, Pädiatern und Orthopädietechnikern abgestimmt. Die Behandlung dieser eher seltenen kindlichen Malignome ist in der Regel spezialisierten Zentren vorbehalten. Ausgedehnte Amputationen sind heute die Ausnahme.

### Wirbelsäule
Auch an der Wirbelsäule bestehen in der Orthopädie konservative und operative Therapietechniken.
Bei Kindern und Jugendlichen können Skoliosen mit einem Cobb-Winkel von mehr als 40° operativ korrigiert werden. Nestoren der Skoliosechirurgie waren Paul Randall Harrington, Yves Cotrel, Jean Dubousset und Michael McMaster. Klaus Zielke verschrieb sich am französischen Krankenhaus Emile Roux der transthorakalen Skoliosekorrektur und baute dann die für die Skoliose-Chirurgie bekannte Klinik der Wicker-Gruppe in Bad Wildungen auf.
Spondylitis und Wirbelsäulen-Tuberkulose bedeuteten früher jahrelange Bettlägerigkeit, Gipsbettbehandlung, Querschnittlähmung und Tod. Sie haben durch die Einführung der Antibiotika und durch die operative Medizin an Schrecken verloren, sind aber heikle Erkrankungen geblieben. Das gilt auch für die höhergradige Spondylolisthesis, die mit einer Spondylodese stabilisiert werden kann. Friedrich Magerl und Jürgen Harms trieben die Stabilisierung von Wirbelbrüchen und diskoligamentären Schäden der Halswirbelsäule voran.
Die Spondylitis ankylosans ist eine schwere rheumatologische Erkrankung. Wenn die Wirbelsäule bogig versteift ist und die Patienten nur noch zu Boden schauen können, ist die Kolumnotomie zu erwägen. Eine solche Osteotomie ist auch an der Halswirbelsäule möglich.
Bandscheibenvorfälle werden vorwiegend konservativ behandelt, können aber abhängig vom Befund auch operiert werden.

## Diagnostik
Wie in anderen Fachgebieten besteht die Diagnostik zuerst in einer gründlichen Anamnese und klinischen Untersuchung. Dies kann durch bildgebende Verfahren unterstützt oder abgesichert werden, wobei in der Orthopädie besonders Röntgen, Computertomografie, Kernspintomografie und Sonografie eine wichtige Rolle spielen. Die Szintigrafie wird besonders bei Knochenstoffwechselstörungen, bei Knochentumoren und Infektionen eingesetzt und mittlerweile zunehmend durch ein SPECT (Einzelphotonen-Emissionscomputertomographie) abgelöst. Oft wird zur Diagnose und Verlaufskontrolle einer Osteoporose eine Knochendichtemessung eingesetzt.
Darüber hinaus sind oft Zusatzuntersuchungen durch benachbarte Fachgebiete erforderlich, besonders durch die Neurologie, die Endokrinologie bei Knochenstoffwechselstörungen, die Onkologie bei bösartigen Knochen- und Weichteiltumoren und die Psychosomatik in der (konservativen) Orthopädie.

## Konservative Therapie
- Elektrotherapie
- Hydrotherapie
- Injektionen (Schulter, Knie)
- Antiphlogistika, bei Rheumatikern Immunsuppressiva
- Physikalische Therapie
- Physiotherapie
- Transkutane elektrische Nervenstimulation
- Wärme (Salben, Rotlicht)

## Bedeutende Orthopäden
Alphabetisch gelistet
- Robert Merle d’Aubigné (1900–1989)[40]
- John Charnley (1911–1982)
- Horst Cotta (1928–2011)
- Hermann Gocht (1869–1938)
- Johann Georg Heine (1771–1838)
- Bernhard Heine (1800–1846)
- Albert Hoffa (1859–1907)
- Georg Hohmann (1880–1970)
- Gawriil Abramowitsch Ilisarow (1921–1992)
- Theodor Kölliker (1852–1937)
- Fritz Lange (1864–1952)
- Max Lange (1899–1975)
- Adolf Lorenz (1854–1946)
- Zdeněk Matějovský (1930–2014)
- Peter Friedrich Matzen (1909–1986)
- Johann von Mikulicz (1850–1905)
- Heinz Mittelmeier (1927–2023)
- Maurice Edmond Müller (1918–2009)
- Ignacio Ponseti (1914–2009)
- Raymond Roy-Camille (1927–1994)
- Heinz Wagner (1929–2001)
- Alfred Nikolaus Witt (1914–1999)

## Trivia
Als der Kaiser Franz Joseph I. den ersten Orthopäden Wiens fragte, was denn „Orthopädie“ sei, antwortete Adolf Lorenz „Majestät, das ist die Kunst, die Krummen gerade und die Lahmen gehend zu machen.“

### Allgemeine Grundlagen
- Joachim Grifka, Jürgen Krämer (Hrsg.): Orthopädie Unfallchirurgie. 9. Auflage. Springer Verlag, Berlin 2013, ISBN 978-3-642-28874-6.
- Tim Pohlemann, Dieter Kohn, Wolf-Eberhard Mutschler, Carl Joachim Wirth: Praxis der Orthopädie und Unfallchirurgie. 3. Auflage. Thieme, Stuttgart 2013, ISBN 3-13-140643-7.
- Hermann-Alexander Locher, Rüdiger Hepp: Orthopädisches Diagnostikum. 8. Auflage. Thieme, Stuttgart 2014, ISBN 3-13-324008-0.
- Christoph Lohmann, Wolfgang Rüther: Orthopädie und Unfallchirurgie. 20. Auflage. Urban & Fischer / Elsevier, 2014, ISBN 3-437-44444-1.
- Rüdiger Döhler: Lexikon Orthopädische Chirurgie. Springer, Heidelberg/Berlin 2003, ISBN 3-540-41317-0.
- A. Ficklscherer: BASICS Orthopädie und Unfallchirurgie. Elsevier, 2012, ISBN 978-3-437-42208-9.

### Kinderorthopädie
- Fritz Hefti: Kinderorthopädie in der Praxis. 2 Bände. 2. Auflage. Thieme, Stuttgart 2006–2008, ISBN 978-3-540-25600-7.

### Konservative Orthopädie
- Hans-Peter Bischoff, Jürgen Heisel, Hermann Locher: Praxis der konservativen Orthopädie. Thieme, Stuttgart 2007, ISBN 978-3-13-142461-7.

### Operative Orthopädie
- Carl Joachim Wirth, Ludwig Zichner: Orthopädie und orthopädische Chirurgie. 8 Bände. Thieme, Stuttgart / New York 2002–2005, ISBN 978-3-13-126931-7.
- S. Terry Canale, James H. Beaty: Campbell’s Operative Orthopaedics. 4 Bände. 12. Auflage, Mosby / Elsevier 2012, ISBN 978-0-323-07243-4.

### Technische Orthopädie
- René Baumgartner, Bernhard Greitemann: Grundkurs Technische Orthopädie. 2. Auflage. Stuttgart 2007, ISBN 978-3-13-125072-8.
- Jürgen Specht, Matthias Schmitt, Joachim Pfeil: Technische Orthopädie. Orthesen und Schuhzurichtungen. Springer, Berlin / Heidelberg 2008, ISBN 978-3-540-29892-2.

### Geschichte der Orthopädie
- Bruno Valentin: Geschichte der Orthopädie. Thieme, Stuttgart 1961; Neuauflage 1991, ISBN 3-13-412101-8.
- Alfons Dellert: Zur Vorgeschichte der Orthopädie. Medizinische Dissertation Würzburg 1928.
- Nils Hansson: Excellence in orthopaedic surgery: an overview of Nobel Prize nominees 1901–1960 with focus on Friedrich Pauwels and Gerhard Küntscher. In: International Orthopaedics. Band 42, 2018, S. 2957–2960.
- Georg Hohmann: Würzburg, die Wiege der deutschen Orthopädie. In: Archiv für Orthopädie. Band 45, 1953, S. 563–572.
- Kurt Lindemann: 50 Jahre Körperbehindertenfürsorge in Deutschland. Gedenkschrift anlässlich des 50jährigen Bestehens der Deutschen Vereinigung zur Förderung der Körperbehindertenfürsorge. Thieme, Stuttgart 1960.
- Uwehorst Paul: Der Weg der Orthopädie in Deutschland, die gesellschaftliche Bedingtheit ihres Wandels und ihre Weiterentwicklung in der Deutschen Demokratischen Republik (1830–1980). 1985.
- August Rütt: Die Orthopädie des 19. Jahrhunderts in Würzburg (von Johann Georg Heine zu Albert Hoffa). In: Mainfränkisches Jahbrbuch für Geschichte und Kunst. Band 20, 1971, S. 117–128.
- August Rütt (Hrsg.): Geschichte der Orthopädie im deutschen Sprachraum. Enke, Stuttgart 1993, ISBN 3-432-25261-7.
- August Rütt, Wolfgang Küsswetter: Der Ursprung der deutschen Orthopädie in Würzburg und ihre Entwicklung zur selbständigen medizinischen Disziplin. In: Würzburger medizinhistorische Mitteilungen. Band 1, 1983, S. 107–124.
- Doris Schwarzmann-Schafhauser: Johann Georg Heine – Beobachtungen zum Forschungsstand und Paradigmen zur Akademisierung eines handwerklichen Berufes. In: Würzburger medizinhistorische Mitteilungen. Band 10, 1992, S. 303–313.
- Doris Schwarzmann-Schafhauser: Der Anteil thüringischer und französischer Einflüsse auf die Begründung und Weiterentwicklung der modernen konservativen Orthopädie durch Johann Georg Heine (1771–1838). Königshausen & Neumann, Würzburg 1998 (= Würzburger medizinhistorische Forschungen. Band 66). Zugleich Medizinische Dissertation Würzburg 1987.
- Doris Schwarzmann-Schafhauser: Orthopädie im Wandel. Die Herausbildung von Disziplin und Berufsstand in Bund und Kaiserreich (1815–1914) (= Sudhoffs Archiv. Zeitschrift für Wissenschaftsgeschichte. Beiheft 53). Franz Steiner Verlag, Stuttgart 2004, ISBN 3-515-08500-9 (GoogleBooks).
- Sabine Seffert: Die Wertung der Montyon-Preise für die Leistung deutscher Orthopäden des 19. Jahrhunderts am Beispiel von Bernhard Heine (1800–1846) (= Würzburger medizinhistorische Forschungen. Band 40). Königshausen & Neumann, Würzburg 1986.